# كيسارازو (تشيبا)
مدينة كيسارازو (بالإنجليزية: Kisarazu)‏ هي إحدى المدن التابعة لولاية تشيبا. تأسست رسميًا في 3 نوفمبر 1942.

## السكان
يقدر عدد سكانها بـ 123,743 نسمة حسب تقدير مكتب الإحصاء الياباني لعام 2012. تبلغ مساحة كيسارازو 138.73 كم2. بكثافة سكانية تبلغ 892 نسمة/كم2.

## توأمة
لكيسارازو (تشيبا) اتفاقيات توأمة مع:
- أوسيانسيدي

## أعلام
- ميوكي ميورا
- هايدكي تاكاهاشي
- هيروكو ياماناكا
- يوتاكا كاواجوتشي